# Женщина + женщина
«Женщина + женщина» (нидерл. Twee vrouwen) — мелодрама режиссёра Джорджа Слузера 1979 года. Фильм снят по книге Харри Мюлиша «Twee vrouwen» (нид.).

## Сюжет
Лаура работает в музее икон, она разведена. Изредка видится с бывшим мужем Альфредом, театральным критиком, у которого новая семья и двое детей. Случайное уличное знакомство Лауры с молодой девушкой Сильвией внезапно развивается в роман. В первый же вечер женщины оказываются в постели, а на следующее утро Лаура предлагает Сильвии переехать к ней жить. Альфред, узнав про это, выражает недовольство. Лаура рада ему насолить и бравирует своей связью. Однако всё меняется, когда у Альфреда и Сильвии начинается роман и Альфред бросает свою нынешнюю жену ради неё. Лаура понимает, что осталась одна. Но у Сильвии свой план и развязка событий оказывается трагичной для всех.

## Актёрский состав
| В ролях        |  | Персонаж |
| -------------- |  | -------- |
| Биби Андерссон |  | Лаура    |
| Сандра Дюма    |  | Сильвия  |
| Энтони Перкинс |  | Альфред  |